# Programlaget
Programlaget er et af de syv lag i OSI-modellen, og hvor data bruges til noget.
| Telekommunikation | Spire Denne artikel om telekommunikation er en spire som bør udbygges. Du er velkommen til at hjælpe Wikipedia ved at udvide den. |